# 亨德倫 (肯塔基州)
亨德倫（英語：Hendron）是位於美國肯塔基州麥克拉肯縣的一個人口普查指定地區。

## 人口
根據2020年美國人口普查的數據，亨德倫的面積為13.91平方千米，當中陸地面積為13.85平方千米，而水域面積為0.06平方千米。當地共有人口4774人，而人口密度為每平方千米343.21人。